# Het wonderbaarlijke licht
Het wonderbaarlijke licht is een Joods volksverhaal.

## Het verhaal
Ten tijde van de Sjoa (Holocaust) werd in het Getto van Łódź een verbod ingesteld. Er mogen geen kaarsen gebrand worden. De nazi's benadrukken hun wens om de Joden te laten lijden. Het licht zou ook het gevaar van een luchtaanval vergroten. De Joden komen in 1944 op de eerste avond van Rosj Hasjana bijeen. Ze vragen de ellende van het vorig jaar voorbij te zijn. De Gestapo heeft bevolen deze Rosj Hasjana in complete duisternis te vieren. Als de voorganger begint te zingen, vliegt er een zwerm vuurvliegjes naar binnen. Iedereen begrijpt dat er een wonder gebeurt.
De Judenpolizei en Gestapo zien het licht en stromen de gebedsruimte binnen. De vuurvliegjes vliegen op de indringers af, de kleren worden verscheurd en gezichten worden verbrand. De SS'ers begrijpen dat er iets bovennatuurlijks gebeurt. Frederich Schulze, hoofd van de SS, weet dat er in deze tijd geen vuurvliegjes zijn in dit gebied. God heeft zich duidelijk kenbaar gemaakt en hij laat zijn troepen terugtrekken. De Joden zetten hun gebeden voort. Rabbi Mordechai ziet een diepere betekenis, hij vermoedt dat Rabbi Yoel (een bejaarde marskramer) de gebeurtenis heeft veroorzaakt. Niemand vermoedt dat men het ware licht, gezonden door God, heeft gezien.

## Achtergronden
- Jodendom
- Getto van Łódź